# Jordanita cirtana
Jordanita cirtana là một loài bướm đêm thuộc họ Zygaenidae. Nó được tìm thấy ở miền bắc Algérie và Tunisia.
Chiều dài cánh trước là 8–10 mm đối với con đực và 7–10 mm đối với con cái. Con trưởng thành bay từ tháng 5 đến tháng 6.